# 제51항공통제비행전대
제51항공통제비행전대(第五十一航空通信飛行戰隊, 51st Air Control Flight Group)는 대한민국 공군의 항공 교통 관제 및 공중조기경보통제 임무를 수행하는 비행전대이다. 부산광역시 강서구 김해 공군기지에 주둔하고 있으며 E-737 피스아이 4기를 운용한다.

## 역사[4]
- 2010년 10월 15일에 창설되어 공군작전사령부 직할 전대로 있었다.
- 2013년 7월에 공군방공관제사령부 예하로 옮겨갔다.
- 2016년 이후로 공군공중기동정찰사령부 예하로 변경되었다.

## 편제[4]
- 제271항공통제비행대대
- 항공통제대대
- 정비대대
- 임무전산체계대

## 배속
- 공군작전사령부, 2010년 10월 15일 ~ 2013년 7월
- 공군방공관제사령부, 2013년 7월 ~ 2016년
- 공군공중기동정찰사령부, 2016년 ~ 현재